# Ramona (Sensorsystem)

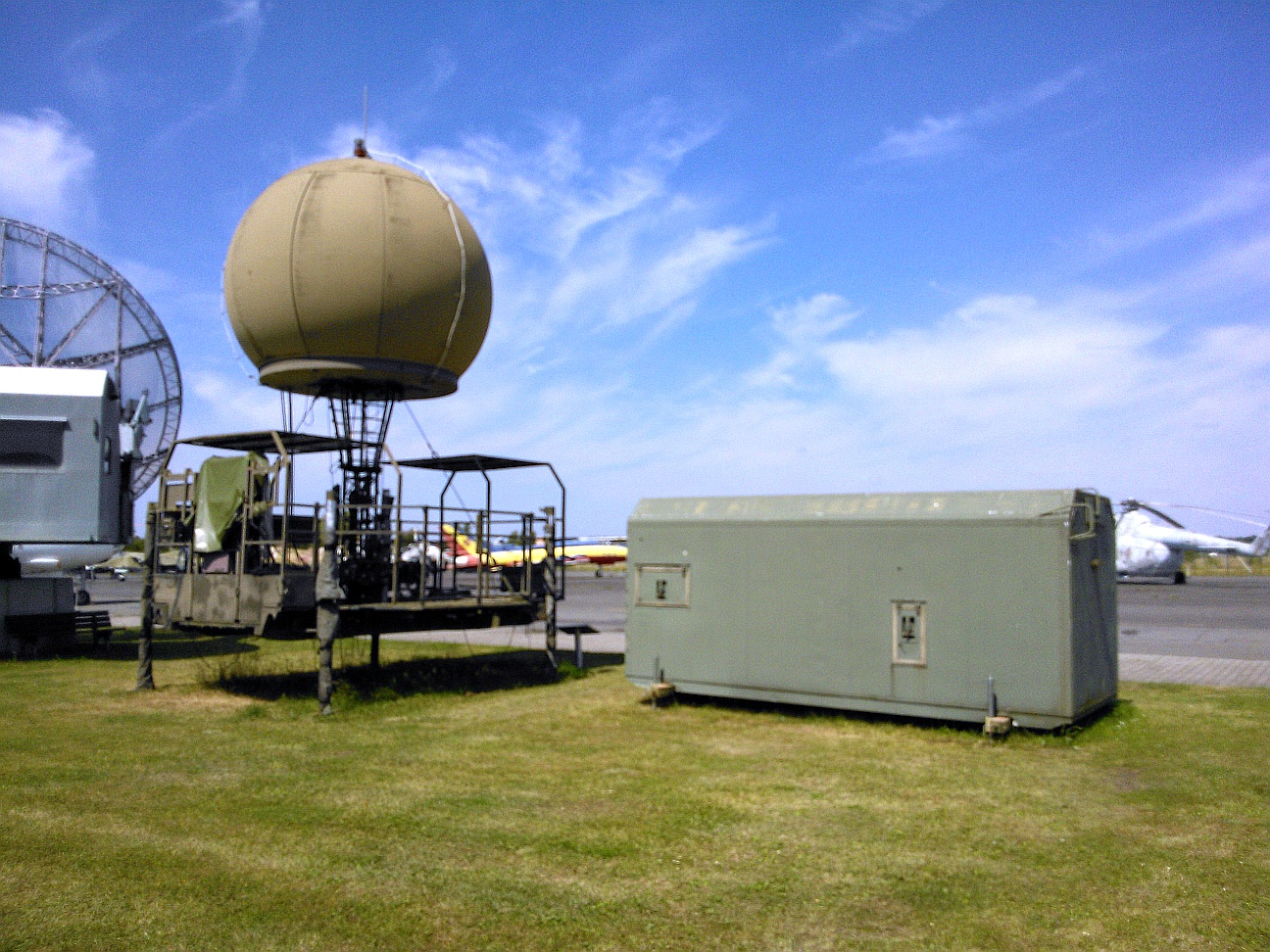
Ramona KRTP-81M, ausgestellt im Freigelände des Militärhistorischen Museums Flugplatz Berlin-Gatow

Ramona ist ein passives Radar aus den 1970er-Jahren des damals tschechoslowakischen Rüstungsbetriebs Tesla a.s. (heute ERA) in Pardubice.
Die unternehmensinterne Bezeichnung lautet KRTP-81 bzw. KRTP-81M für die modernisierte Version. Der NATO-Codename lautet Soft Ball. Ramona ist der Nachfolger des Kopáč-Sensorsystems.

## Systembeschreibung
Ramona wurde erstmals 1979 als Ersatz für das in den 1960er-Jahren entwickelten PRP-1-Kopáč-System eingesetzt, das Ende der 1990er Jahre ausgemustert wurde. Das Ramona-System ist halbmobil arrangiert, entweder auf einer bodengebundenen Plattform oder auf einem 25 Meter langen Gittermast. Die am Mast montierte Variante wiegt insgesamt 160 Tonnen und musste mit dreizehn Tatra 138/148 6×6-Lastwagen transportiert werden. Das kugelförmige Radom beherbergte die für den Betrieb von drei oder mehr Stationen erforderlichen Empfänger und Datalink-Transceiver. Die Inbetriebnahme des Systems dauert 12 Stunden.
Die Bandabdeckung betrug 1 bis 8 GHz, wobei die Hauptanwendung die Ortung und Verfolgung von luftgestützten IFF/SSR-Transpondern und TACAN-Installationen war. Zwanzig Ziele konnten gleichzeitig verfolgt werden.
Die Ramona galt als kompliziert und umständlich in der Anwendung. Erfahrungen, die das Design der späteren Tamara stark beeinflussten. Siebzehn Einheiten KRTP-81 wurden gebaut, 14 wurden in die Sowjetunion, eine in die DDR, eine nach Syrien und eine von der ČSLA eingesetzt. Des Weiteren wurden 15 verbesserte KRTP-81M-Systeme hergestellt, die überwiegend in den Export gingen.
In den 1980er Jahren wurde das Ramona-Sensorsystem durch das mobile KRTP-86 Tamara abgelöst.